# II. Mohamed (opera)
A II. Mohamed (olaszul Maometto II) Gioachino Rossini kétfelvonásos operája. Szövegkönyvét Cesare della Valle írta Anna Erizo című korábbi színműve alapján. Ősbemutatójára 1820. december 3-án került sor a nápolyi San Carlo operaházban.
Rossini párizsi korszakában Korinthosz ostroma címmel készítette el az opera teljesen átdolgozott francia változatát (1826).

## Szereplők
| Szereplő                                        | Hangfekvés   |
| ----------------------------------------------- | ------------ |
| II. Mohamed, török szultán                      | basszus      |
| Paolo Erisso, a negropontei velenceiek vezetője | tenor        |
| Anna, a lánya                                   | szoprán      |
| Calbo, velencei nemes                           | mezzoszoprán |
| Condulmiero, velencei nemes                     | tenor        |
| Szelim, muszlim nemes                           | tenor        |

## Cselekmény
Helyszín: Negroponte
Idő: 15. század

### Első felvonás
A II. Mohamed szultán vezette török seregek ostrom alá vették Negroponte városát, mely a velenceiek kezén van. A fiatal Calbo harcra biztatja Paolo Erissót, Condulmiero azonban a behódolást támogatja. Erisso a lányát, Annát Calbo feleségének szánja, de a lány szerelmes egy titokzatos nemesemberbe, akivel Korinthoszban ismerkedett meg. A törökök behatolnak a városba és foglyul ejtik Erissót meg Calbót. Megérkezik a szultán, akiben Anna azonnal felismeri a titokzatos korinthoszi nemesembert. Anna öngyilkossággal fenyegetőzik, ha a szultán nem engedi szabadon apját és Calbót. A szultán enged kérésének.

### Második felvonás
Mohamed szerelmet vall Annának és felajánlja neki a negropontei trónt, a lány azonban visszautasítja. A szultán és csapatai a citadella ostromára indulnak, pecsétjét azonban Annánál hagyja megőrzésre. A lány meglátogatja apját és Calbót. Erisso kezdetben kiátkozza a lányt, amiért az ellenség pártjára állt. Anna azonban megnyugtatja őket, hogy sosem lesz a szultán felesége és átadja apjának a gyűrűt, amely segítségével Erisso és Calbo elmenekülhetnek, de előtte Erisso összeadja Calbót és Annát. Mohamed vereséget szenved és elmenekül, de a lány élete veszélyben forog, hiszen a szultán megtudta árulását és bosszút fogadott. Mikor Anna ismét találkozik a szultánnal anyja sírja mellett, elmondja, hogy Calbo felesége lett, bevallja tetteit, majd öngyilkos lesz.

## Híres áriák, zeneművek
- Giusto ciel, in tal periglio - Anna áriája (első felvonás)
- E' follia sul fior degli anni - Asszonyok kórusa (második felvonás)